# Zwichrzenie skrzydła

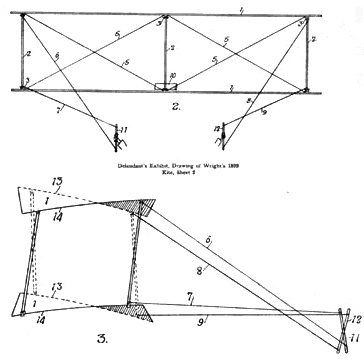
Schemat latawca braci Wright z 1899 r., przedstawiający wzmocnienie skrzydła i naciągi przymocowane do kijka, za pomocą którego można zwichrzać skrzydła w locie

Zwichrzenie skrzydeł (ang. wing warping) – wczesny sposób na zapewnienie kontroli poprzecznej (przechylania) samolotów ze stałymi skrzydłami. Technika, użyta i opatentowana przez braci Wright, opierała się na systemie bloków i lin skręcających krawędzie spływu skrzydeł w przeciwne strony. Pod wieloma względami to rozwiązanie jest podobne do poprawiania osiągów papierowych samolotów przez wywijanie papieru na tyle skrzydła.
Wiele ptaków używa zwichrzenia skrzydeł do uzyskiwania sterowności. Miało to duży wpływ na prace pierwszych konstruktorów lotniczych.

## Opis
W praktyce maszyny ze zwichrzeniem skrzydeł były trudne w sterowaniu i podatne na uszkodzenia konstrukcyjne, ponieważ to rozwiązanie pociąga za sobą wyginanie elementów konstrukcyjnych. Lotki zaczęły zastępować zwichrzenie skrzydeł jako najczęstszy sposób osiągania kontroli poprzecznej na początku 1911 r., zwłaszcza w dwupłatach. Skrzydła jednopłatów były w tym okresie dużo bardziej elastyczne i wykazały większą skuteczność zwichrzenia skrzydeł, ale nawet w konstrukcjach jednopłatowych lotki stały się normą po 1915 r.
Kontrola poprzeczna (przechylanie) była we wczesnych samolotach co najmniej problematyczna. Nadmiernie elastyczne skrzydło, niechcący skręcone, może spowodować mimowolne przechylenie.  Nawet gorzej, może zmienić próbę korekty, lotkami lub wing warpingiem, w równoważący efekt "servo tab". Od kiedy w pełni to zrozumiano, konstrukcje skrzydeł stawały się stopniowo coraz sztywniejsze, całkowicie uniemożliwiając zastosowanie zwichrzenia, a samoloty stały się o wiele bardziej sterowne w płaszczyźnie bocznej.

## Zastosowania
Zwichrzenie skrzydeł było stosowane na takich wczesnych samolotach, jak:
- Flyer I (1903)
- Antoinette V (1908), wersji Antoinette IV ze zwichrzeniem skrzydeł
- Blériot XI (1909), po modyfikacji wykonanej przez Raymonda Saulniera
- Etrich Taube (1909), który pierwotnie miał zamontowany Statecznik poziomy z wyginaną linami krawędzią spływu, dzięki czemu działał też jako ster wysokości
- Morane-Saulnier N (1914), francuski samolotu zwiadowczy z czasów I wojny światowej
- Caudron G.4 (1915), francuski dwusilnikowy dwupłat
- Fokker E.I (1915), pierwszy niemiecki myśliwiec

## Współczesna ocena
W kilku kopiach samolotów zbudowanych na potrzeby filmu „Ci wspaniali mężczyźni w swych latających maszynach” zastosowano zwichrzenie skrzydeł do sterowania, jak oryginalne samoloty – z różnym skutkiem. Ta metoda okazała się w Avro Triplane zaskakująco skuteczna, podczas gdy w replice Antoinette, która miała bardzo elastyczne skrzydła, to rozwiązanie dawało niewielką kontrolę poprzeczną. Ponieważ lotki podobne do tych w oryginalnej Antoinette byłyby prawdopodobnie nawet mniej efektywne, umieszczono dyskretne, „współczesne” lotki. Nawet z nimi kontrola poprzeczna pozostała bardzo słaba.
Wing morphing jest współczesnym rozwinięciem zwichrzenia skrzydeł, w którym aerodynamiczny kształt skrzydła jest zmieniany pod kontrolą komputera. Jest nadzieja, że ta technika pozwoli zwiększyć sterowność przy prędkościach lotu bliskich prędkości dźwięku, gdzie tradycyjne usterzenie jest mniej efektywne. Wing warping i wing morphing są obecnie używane do osiągania dodatkowej kontroli nad samolotem podczas trudnych warunków, np. podczas burzy. Badania w tym zakresie prowadzi głównie NASA.